# Cry Wolf
Cry Wolf (br: Cry Wolf: O Jogo da Mentira / pt: Na Pele do Lobo) é um filme de terror que marcou a estreia do diretor e corroteirista Jeff Wadlow. O filme originou de um prémio que Wadlow ganhou em 2001 no festival Chrysler Million Dollar Film organizado pela montadora Chrysler em parceria com a Universal Studios.

## Sinopse
Quando uma jovem é assassinada, um grupo de estudantes decide assustar os colegas, espalhando o rumor de que um assassino em série chamado "O Lobo", anda à solta. Ao espalharem o boato de como as supostas vítimas de "O Lobo" são assassinadas, os estudantes têm como objetivo fazer com que o maior o número de alunos acreditem na história e verificar se alguém descobre a brincadeira. Mas, quando as vítimas descritas começam a serem mortas, ninguém sabe onde termina a mentira e onde começa a verdade.

## Elenco
| Intérprete      | Personagem    |
| --------------- | ------------- |
| Julian Morris   | Owen Matthews |
| Lindy Booth     | Dodger Allen  |
| Jared Padalecki | Tom           |
| Kristy Wu       | Regina        |
| Jon Bon Jovi    | Rich Walker   |
| Sandra McCoy    | Mercedes      |
| Paul James      | Lewis         |
| Jesse Janzen    | Randall       |
| Ethan Cohn      | Graham        |
| Gary Cole       | Sr. Matthews  |